# 门宁根
门宁根是德国莱茵兰-普法尔茨州的一个市镇。总面积3.42平方公里，总人口180人，其中男性78人，女性102人（2011年12月31日），人口密度53人/平方公里。